# Berkel
El Berkel és un afluent de l'IJssel (un braç del Rin) als Països Baixos.

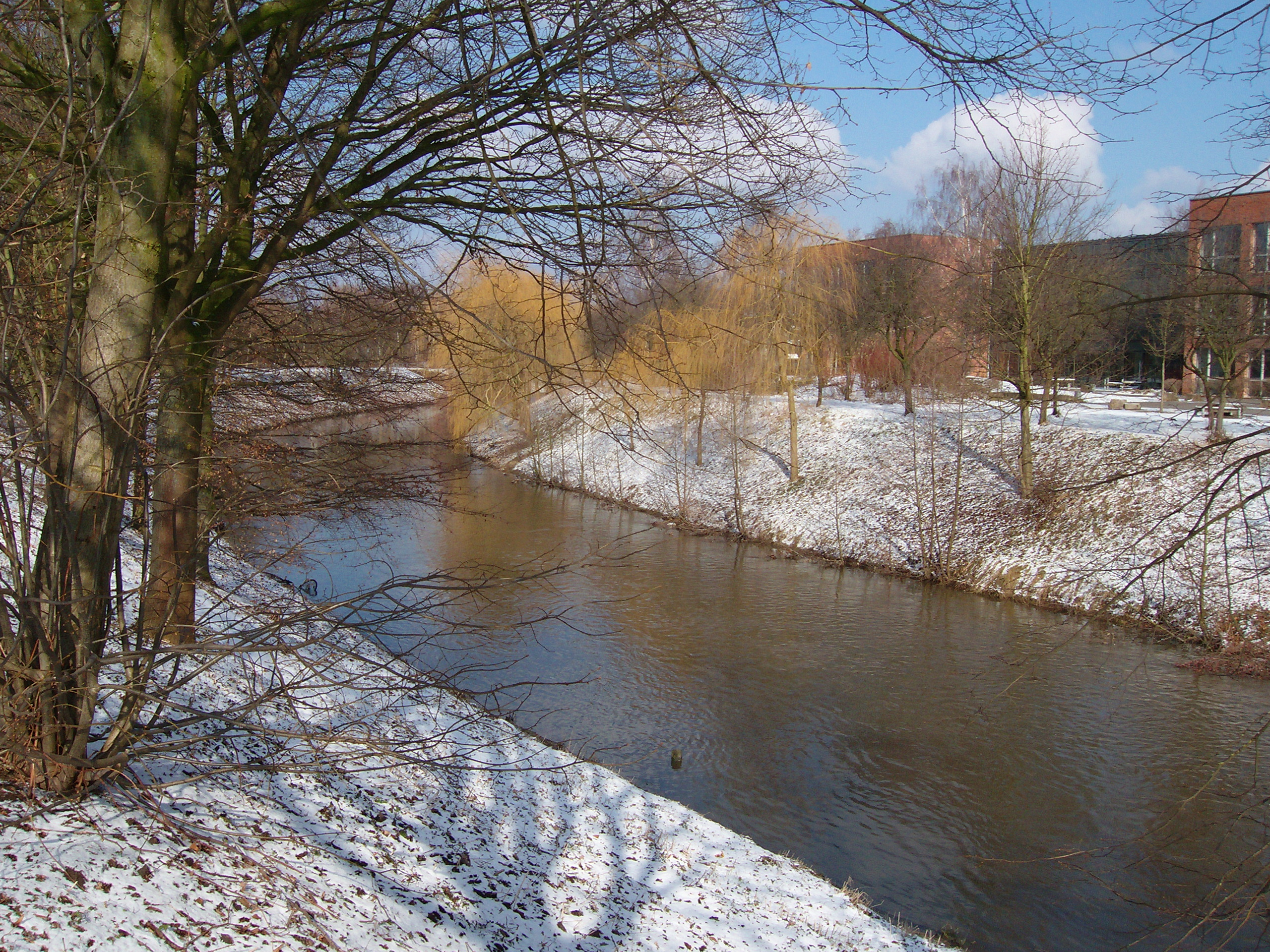
El Berkel al seu pas per Vreden

Neix a Billerbeck, a prop de la ciutat alemanya de Münster, a l'estat de Rin del Nord-Westfàlia. Creua la frontera amb els Països Baixos a prop de Vreden (Alemanya) i Rekken (Països Baixos), fins a desembocar en l'IJssel a Zutphen, després de 115 kilòmetrs.
El riu apareix per primera vegada en documents l'any 1322 com a Bercla. El nom és una derivació del germànic *berkō per a 'bedoll'.
Algunes de les ciutats que es troben a la riba del Berkel són:
- a Alemanya: Billerbeck, Coesfeld, Gescher, Stadtlohn, Vreden
- als Països Baixos: Eibergen, Borculo, Lochem, Almen, Zutphen